# Лабарткава Лариса Ростиславівна
Лариса Ростиславівна Лабарткава (10 січня 1949) — українська атлетка, ультрамарафоністка. Ветеран спорту, багаторазова учасниця Чемпіонатів та Кубків України, учасниця та призер багатьох міжнародних престижних змагань.
Лариса Лабарткава за професією інженер-технолога. Займалася альпінізмом, кандидат у майстри спорту, робили пробіжки на 10-15 км. Згодом почалися проблеми із здоров'ям, накульгувала, турбували бронхи.
Після виходу на пенсію зайнялася бігом на довгі дистанції. Після того як пробігла свій перший марафон її запросили до збірної України з добового бігу. Почала брати участь у 24 та 48 годинних забігах на змаганнях у різних країнах. У 2014 році показала тридцятий результат у світі у 48-годинному забігу. У своїй віковій категорії стала найкращою.
Щороку бере участь у декількох 48 та 24-годинних забігах, марафоні та напівмарафоні.